# Euphorbia trigona
Euphorbia trigona là một loài thực vật có hoa trong họ Đại kích. Loài này được Mill. mô tả khoa học đầu tiên năm 1768.

## Hình ảnh

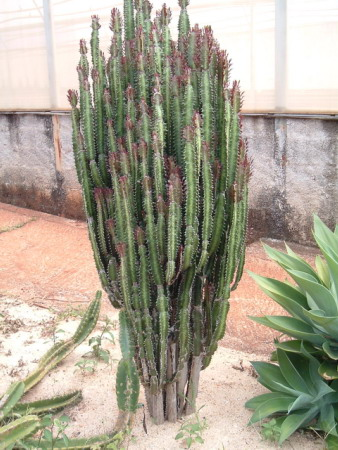
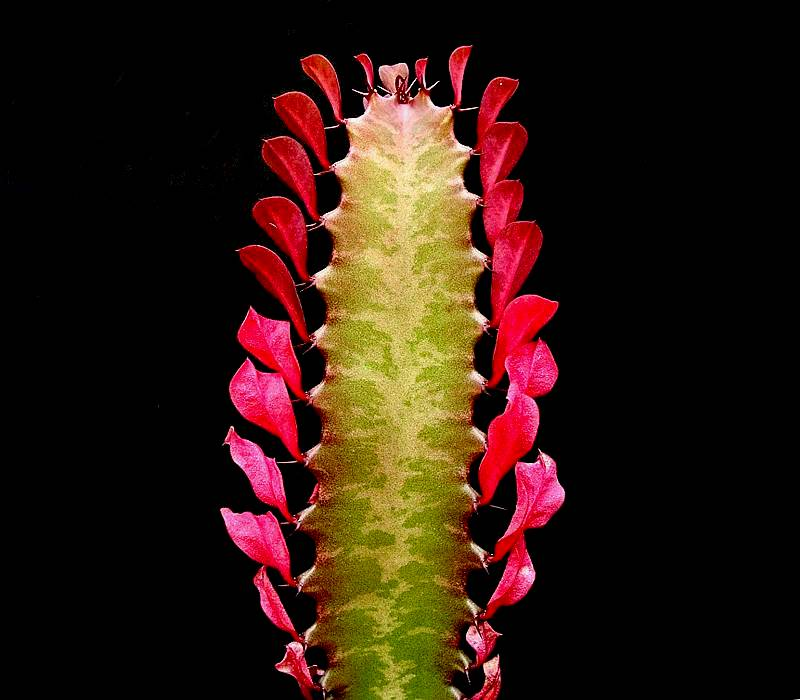
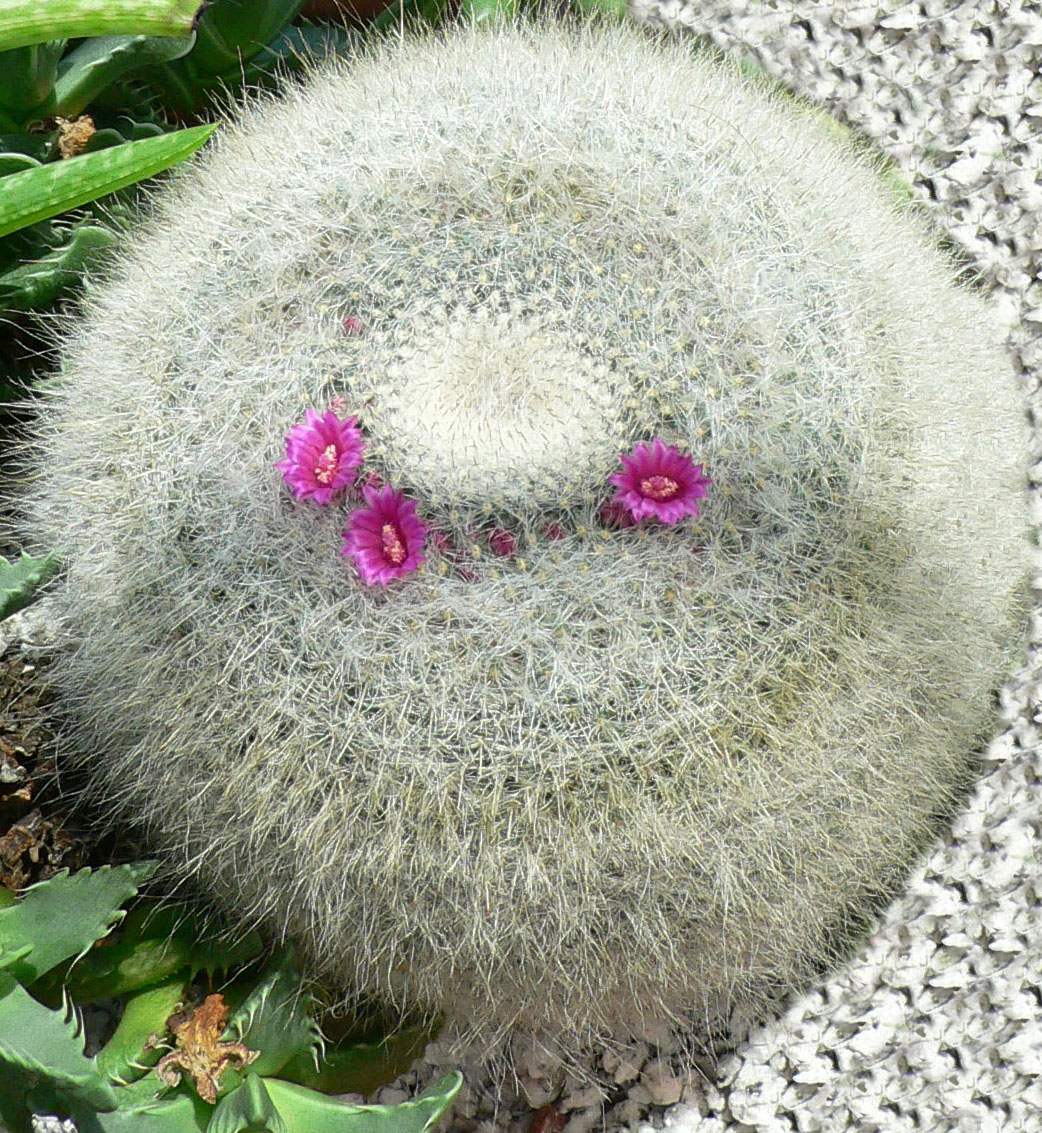
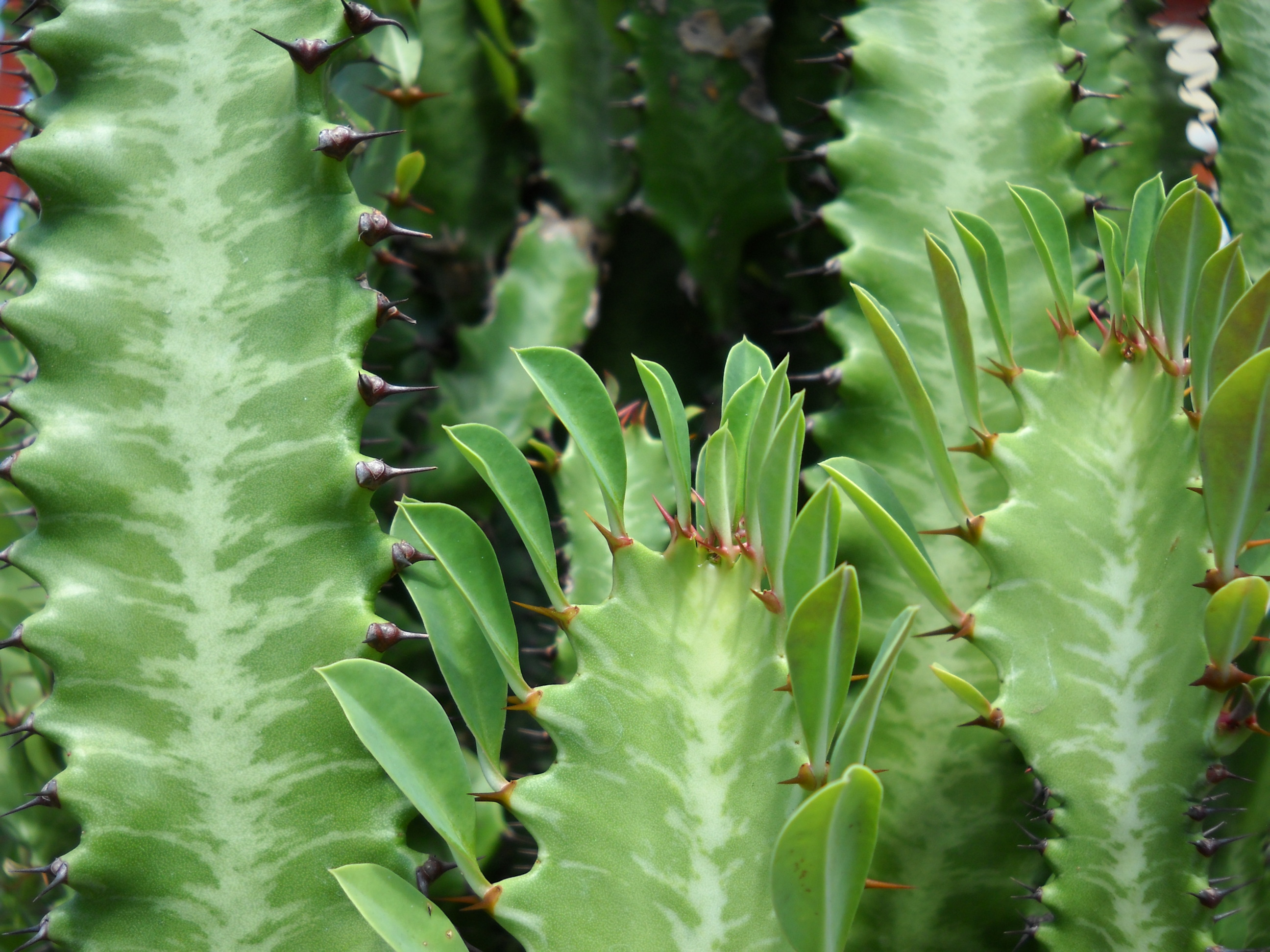